# Орден Великой сентябрьской революции
Орден Великой сентябрьской революции (араб. وسام ثورة سبتمبر الكبرى‎) — награда, учреждённая Муаммаром Каддафи в память революции 1 сентября 1969 года. Другое название орден — Аль-Фатах или орден Освобождения. Имел две степени и два варианта — на 10-ю и на 40-ю годовщину революции. Как и прочие революционные ливийские награды был создан по египетскому образцу.

## Описание награды
На аверсе герб Ливийской арабской республики в окружении двадцати звезд. На аверсе название награды и год юбилея революции (1979 или 2009).
Орден I степени — золотой, вес 27,4 г, диаметр 37,5 мм. Орден II степени был в серебре, весил 29,3 и диаметр его 37,6, лента голубая с красными линиями. Лента красно-бело-чёрного цвета.